# Monoceronychus pulcherrimae
Monoceronychus pulcherrimae är en spindeldjursart som beskrevs av James P. Tuttle och Baker 1964. Monoceronychus pulcherrimae ingår i släktet Monoceronychus och familjen Tetranychidae. Inga underarter finns listade i Catalogue of Life.